# Corridoio paneuropeo X
Il corridoio paneuropeo X è una delle dieci vie di comunicazione dell'Europa centro-orientale, relativa ad un collegamento tra l'Austria, la Slovenia, la Croazia, la Serbia, la Macedonia del Nord e la Grecia.
Attraversa le città di Salisburgo, Lubiana, Zagabria, Belgrado, Niš, Skopje, Veles, Salonicco e si suddivide in quattro rami:
- Ramo A: Graz, Maribor, Zagabria;
- Ramo B: Budapest, Novi Sad, Belgrado;
- Ramo C: Niš, Sofia, Dimitrovgrad, Istanbul;
- Ramo D: Veles, Prilep, Bitola, Florina, Igoumenitsa.